# 天宁寺 (邢台市)
天宁寺，又名华池兰若，俗称西大寺或西寺是始建于唐代，后毁于战火，又于元代重建的汉传佛教寺院，现仅存前殿。天宁寺位于中国河北省邢台市市内。2013年3月，天宁寺前殿被列为第七批全国重点文物保护单位。
位于邢州古城西侧的天宁寺和位于邢州东侧的开元寺（俗称东大寺）同处一条东西轴线上，两寺相对。天宁寺是邢台市现存最早的木结构建筑，也是邢台市内唯一的金顶琉璃瓦建筑。

## 历史
天宁寺始建于唐代贞观年间（627年—649年），当时名为“华池兰若”。彼时，天宁寺以满池莲花和独特的水殿闻名。到宋代，华池兰若香火渐盛，成为中原重要的禅宗道场。政和年间（1111年-1118年），两次前往天宁寺的宋徽宗为天宁寺赐“天宁万寿禅林”匾额，该寺成为邢州内皇家敕命的寺院之一。天宁寺于此时立起天宁寺尊胜陀罗尼经幢，为邢州祈福。金国占领邢州后，改天宁寺为报恩光孝禅寺。
蒙金战争中，邢州一带历经战火，逐渐萧条，天宁寺在战火中荒废。战争结束后，虚照禅师重修天宁寺，恢复了唐时的莲花塘和水殿。此后，虚照禅师为天宁寺住持，天宁寺逐渐到达鼎盛时期，此时天宁寺被称为巨刹，名“大天宁寺”。刘秉忠在此出家，忽必烈两次落脚于天宁寺。虚照禅师圆寂后，天宁寺立虚照禅寺塔，赵孟頫撰塔碑铭。明代、清代两代，天宁寺多次重修，但规模与元代基本保持一致。其中，清乾隆二十九年（1764年）经历过较为重大的重修。

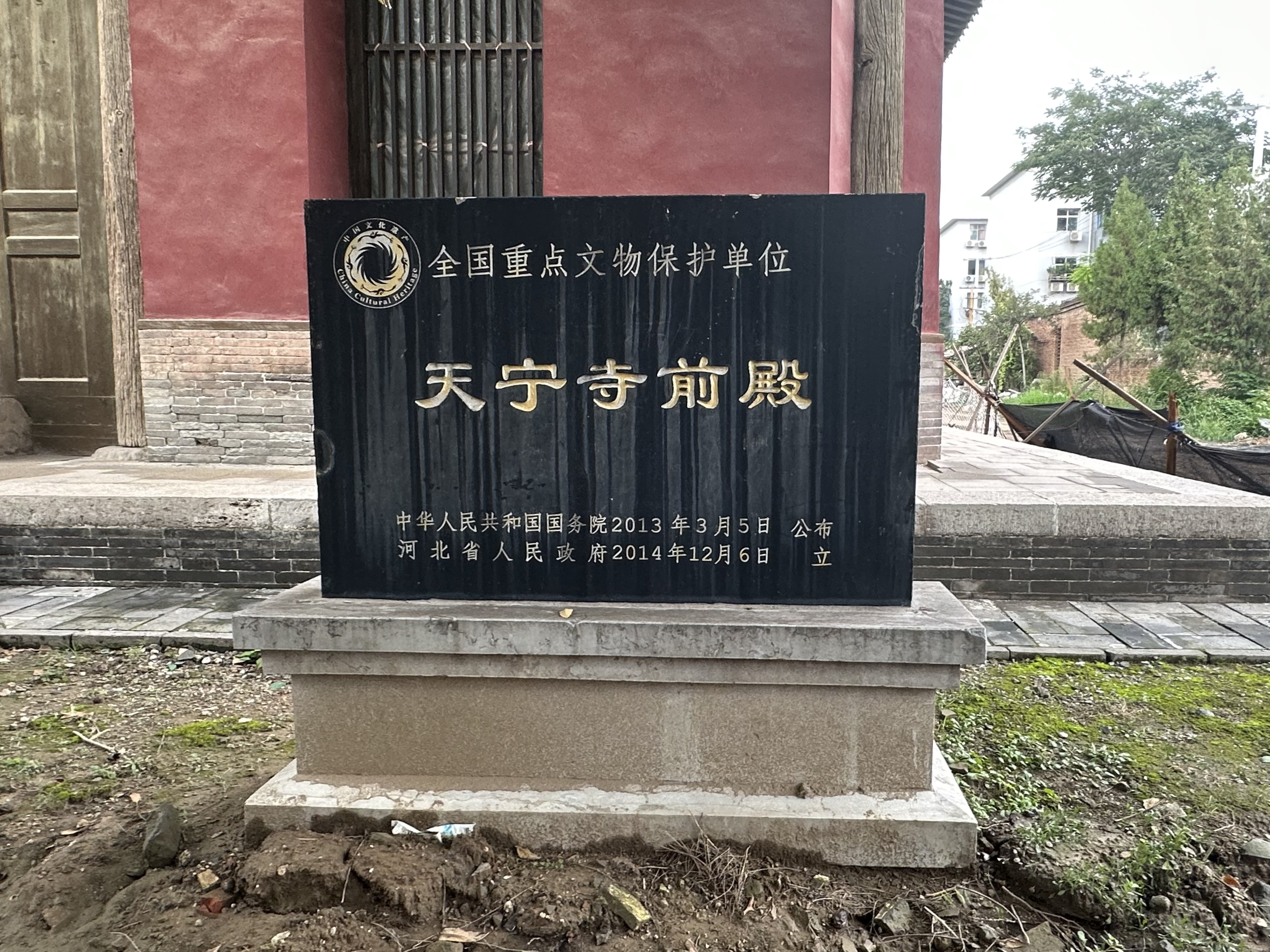
天宁寺前殿是全国重点文物保护单位

1935年，梁思成夫妇等人抵达天宁寺，测量了寺内虚照禅师塔，并对天宁寺的建筑拍摄照片。1936年，刘敦桢、陈明达等人也千万天宁寺，对虚照禅师塔进行记录。中华人民共和国成立后，天宁寺先后被邢台县食品厂、邢台县土产公司、邢台县土产职工学校、邢台县畜牧产公司等单位占用。到20世纪60年代，天宁寺内仍存前殿、后殿两栋主要建筑。文化大革命期间，天宁寺山门、后殿、虚照禅师塔、宋代经幢先后被占用单位拆毁，仅剩前殿存世。
1989年9月，邢台市人民政府批准天宁寺为邢台市文物保护单位。1993年，被河北省人民政府公布为河北省文物保护单位，此时将天宁寺前殿定位明代建筑。2年后，河北省古代建筑保护研究所实地勘测了天宁寺大殿。2011年，邢台市文物管理部门开始重修天宁寺。2013年3月，中华人民共和国国务院公布第七批全国重点文物保护单位，天宁寺前殿位列其中，此时将天宁寺大殿时代定为元代。2014年，河北省邢台市文物管理处在修缮天宁寺时，发掘出土宋元时期的供桌面、经幢、柱顶石、明代嘉靖二十三年（1544年）的水陆大殿碑。此后，邢台市城管局再次修复天宁寺前殿，并开始复建主殿。2023年，邢台市开始修缮整治天宁寺历史文化街区。

## 建筑与文物

### 形制与历史建筑
天宁寺的原有建筑占地约3万平方米，包括四大天王殿、大雄宝殿、水殿、虚照禅师塔、后梁乾化五年陀罗尼经幢等历代石刻。1960年代尚存前殿、后殿、唐代经幢、虚照禅师塔。基于1960年代的情况，天宁寺后殿为单檐庑殿顶建筑。建筑面阔五间，进深四间。后殿平面用减柱造，檐下每间的补间铺作设置两朵，柱头铺作与补间铺作采用两个下昂，五铺作重栱计心造。额枋出头处有简单曲线装饰，普柏枋出头为海棠花瓣样式，这些均有元代建筑特点。后殿的梁架、瓦饰则为清代样式。
基于1960年代的情况，唐代经幢为“佛顶尊胜陀罗尼幢”，立于天宁寺山门之前，通高4.5米。经幢须弥座高60厘米，座上盘为每边宽40厘米的八边形，四周雕刻牡丹等花卉图案。幢高1.8米有余，幢身为每边宽20余厘米的八边形，顶端有收分。幢身南面上部刻“佛顶尊胜陀罗尼幢”，其下为经文环雕。经幢落款为唐检校司空刘从谏（832年-835年），也有“宋元丰七年（1084年）八月二日”一行附题。幢身上为宝盖，雕刻饕餮、璎珞等。
基于1960年代的情况，虚照禅师塔位于天宁寺西北处。塔平面呈每边宽约2米的六边形，残高超11米。基台外表脱落，砌砖外露。基台上为双层须弥座，上设平坐，平坐下有斗拱。平坐上有四周仰莲瓣。塔身南、北面有假券门，其余面为假窗，转角有砖雕塔柱。其上为券心浮雕，南侧券有“虚照明禅师塔”的砖额。其上为三层形制相同的密檐。檐上有大覆钵，钵基雕刻有莲瓣。钵上为塔刹。1930年代时，塔刹有十二环相轮、宝珠、水烟、五轮等，到1960年代仅剩塔刹基。

### 现存建筑及文物
如今，天宁寺寺仅存前殿。天宁寺前殿坐北朝南，为单檐歇山顶建筑。面阔三间（14米有余），进深两间（近10米）。天宁寺前殿虽铺布瓦，但屋脊用瓦与吻兽以绿琉璃质地为主，垂脊上右绘凤，左绘龙。。天宁寺前殿外檐斗拱共30朵，补间铺作20朵和柱头铺作10朵。前殿斗拱形制、结构与后殿基本相同，同为各间补间铺作设为2朵。柱头与补间铺作均为两个下昂，五铺作重栱计心造。阑额、普柏枋的雕饰与后殿也类似，同有元代建筑特征。明间的门与次间的窗并非原装，为近代重修所装：前殿前檐原三间均施格扇，后檐明间施板门；后改为明间开两扇新式大门，次间为窗，其余部分为墙体封护。天宁寺前殿共用10根柱，其中檐柱直径均约0.4米，高约4.2米，柱头存在卷杀。中柱直径约0.5米，高7.2米。柱础存在覆盆式样和连瓣式样。天宁寺前殿框架结构为六架屋分心用三柱，柱头铺作后尾是三椽入屋内柱，中柱直抵三架梁下皮的中心线上。阑额、普柏枋的雕饰与后殿也类似，同有元代建筑特征。前殿后门两侧有雕刻云、凤凰、牡丹、莲花样式的抱鼓石。
寺内另存石碑数通。2014年出土的“水陆大殿碑”龙纹碑额高约33厘米，宽约34厘米，碑额刻有“重修水陆大殿”六字。碑文落款内容为“李景先书丹，王交撰文，高述祖篆额，大明嘉靖二十有三年。”同时出土的供桌有四张较为完整的供桌面，侧面存有马、鹿、鱼、人等浮雕，其中最大的供桌面为3.6米×0.8米。